# 질 스튜어트
질 스튜어트(Jill Stuart, 1965년~)는 미국의 패션 디자이너이다. 1988년부터 미국 뉴욕에 기반을 두고 활동하고 있으며, 1993년에 자신의 이름을 딴 브랜드를 런칭했다. 전세계적인 고객층을 갖고 있으며 아시아에서는 특히 일본 시장이 두드러지다.